# Area archeologica di San Giovenale
L'Area archeologica di San Giovenale, scoperta a pochi chilometri da Blera in provincia di Viterbo, è un'area archeologica dove sono stati rinvenuti una necropoli e una centro abitato.

## Descrizione
Gli scavi hanno dato evidenze di un centro abitato villanoviano su cui si è poi sviluppato quello etrusco, di cui però non se ne conosce il nome; il sito prende il nome dai resti di una cappella medievale dedicata a San Giovenale.
Ad una prima fase dove compaiono capanne di forma ovale, con tetti in paglia e argilla, ne è seguita una seconda, in cui le capanne hanno adottato una forma rettangolare. Dell'abitato, oltre alle fondamenta, sono stari ritrovati i pozzi e i focolari.
Lungo le pendici del rilievo su cui sorgeva l'abitato, sono state ritrovate una serie di piccole necropoli (Grotta Tufarina, Porzarago, Castellina, Montevangone, Pontesilli, Vignale), i cui sepolcri ( a dado, a tumulo e rupestri) corrispondono alle diverse tipologie adottate in ambiente etrusco; queste erano collegate all'acropoli da una strada etrusca, ancor oggi visibile, detta Tagliata delle Poggette.
Nell'area sono poi presenti anche i resti del castello medievale dei Di Vico, risalenti al XIII secolo, costruito in funzione in controllo della strada di collegamento tra Viterbo e Tolfa.

## Scavi
Il sito indagato una prima volta nel 1914 da una missione archeologica tedesca, fu nuovamente indagato tra il 1956 e il 1965 dall'Istituto svedese di studi classici a Roma, ai cui lavori partecipò anche il re Gustavo VI Adolfo di Svezia, grande appassionato di archeologia.
I reperti ritrovati durante gli scavi condotti dall'Istituto svedese sono oggi in parte esposti al Museo nazionale etrusco Rocca Albornoz.